# Эгоист (фильм)
«Эгоист» (яп. エゴイスト) — японский фильм, вышедший в 2023 году. Фильм снят по одноименному роману Такаямы, режиссёром выступил Дайси Мацунага, в главных ролях — Рёхэй Судзуки, Хио Миядзава и другие. Эта история рассказывает о мужчине, который с детства подавляет свою сексуальность и вооружается славой и тщеславием, пока не встречает другого мужчину, который серьёзно относится к жизни и заставляет его снять с себя маску. Мировая премьера фильма состоялась на Международном кинофестивале в Токио 27 октября 2022 года, а официальный прокат в Японии состоялся 10 февраля 2023 года.

## Синопсис
В 14 лет Косукэ лишился матери. В течение всего подросткового возраста он страдал от депрессии и скрывал свою сексуальную ориентацию в своём родном городе, где царили консервативные взгляды. Сейчас Косукэ работает редактором в популярном журнале в Токио. В свободное время он проводит с друзьями, которые ему не особенно интересны. Но однажды, благодаря своему другу, он знакомится с Рютой — личным тренером, который заботится о своей больной матери.
Косукэ, облачённый в дорогие одежды, словно в доспехи, чтобы защитить себя, живёт с бравадой, но при этом остаётся непринуждённым. Рюта, равнодушный к своей красоте, сначала был озадачен, но принял помощь, предложенную Косукэ. Эти двое людей, которых тянет друг к другу, иногда проводят время с семьёй Рюты. Для Косукэ, который всё ещё не оправился от смерти собственной матери, было счастьем поддержать и полюбить Рюту, который был близок со своей матерью. Но впереди их ждала неожиданная судьба.

## Актёрский состав
- Рёхэй Судзуки[англ.] — Косукэ Сайто
  - Вада Иори — молодой Косукэ
- Хио Миядзава[англ.] — Рюта Накамура
- Юко Накамура[англ.]—  Шизуко Сайто, мать Косукэ
- Дуриан Лоллобриджида[англ.] — друг Косукэ
- Акира Эмото — Ёсио Сайто, отец Косукэ
- Савако Агава[англ.] — Тэко Накамура, мать Рюты

## Производство

### Сценарий и съёмки
«Эгоист» — экранизация одноимённого автобиографического романа покойного писателя Такаямы Макото.  После того как продюсер Наоми Акаси и сценарист Кёко Инукай закончили работу над первым вариантом сценария, они обратились к Дайси Мацунаге, чтобы тот занялся постановкой фильма. Продюсер порекомендовал оригинальный роман Мацунаге, который также интересовался гей-тематикой. Хотя Мацунага познакомился со своими товарищами во время съемок своего режиссерского дебюта «Pyuupiru» (яп. ピュ〜ぴる), он не хотел, чтобы на него влияли его собственные ценности, поэтому он начал с нуля, с Акаси, друзьями Такаямы, работниками секс-бизнеса, и добавил некоторые новые элементы при написании сценария. В оригинальной работе есть много монологов, но Мацунага решил их не использовать. Вместо этого он попытался передать те же идеи и эмоции без слов, используя только образы. Мацунага считает, что название фильма может показаться негативным, но надеется, что зрители после просмотра задумаются о том, всегда ли личный интерес — это плохо.
Мацунага, актёр по профессии, использовал свой опыт работы над документальными и художественными фильмами для передачи искренних и подлинных эмоций. Хотя перед съемками проводились репетиции, и каждому актеру предоставлялись письменные инструкции с их задачами, после того как актеры понимали содержание, которое им нужно передать, им предоставлялась свобода импровизации. Это позволяло актёрам не предвидеть действия друг друга и демонстрировать более естественные реакции. Поэтому примерно четверть сцен во всем фильме — это импровизированные сцены, которых нет в сценарии.
Мацунага стремился запечатлеть человеческие лица и живые эмоции. Он вдохновился фильмом братьев Дарденн «Сын» и поручил роль оператора Наое Икэде. Икэда с этапа репетиций начал снимать, используя метод «длинного плана». Этот подход позволяет запечатлеть естественные расстояния и эмоции, избавляя актёров от необходимости учитывать положение камеры, а также усиливает ощущение присутствия и погружённости зрителя в происходящее. Во время съёмочного процесса Мацунага также максимально сократил количество присутствующего персонала, чтобы избежать влияния на игру актёров.
Мията Риэн — парикмахер-стилист Судзуки Рёхэя. Он был рекомендован самим Судзуки и прочитал оригинальный роман. Он присоединился к команде в качестве парикмахера Судзуки. Он также помогал Судзуки, когда тот спрашивал о некоторых деталях своего персонажа, таких как поведение и речь. Мията Риэн представил Мацунаге несколько кандидатур на роль геев в фильме, и Мацунага предложил Акаси включить Мияту в качестве консультанта и стать «инклюзивным режиссёром для ЛГБТК+» этого фильма. В процессе создания сценария Мията участвовал в разработке образа представителей ЛГБТ-сообщества и вносил правки в реплики и действия персонажей-геев во время съёмок. Сэйго был объектом исследования Дайси Мацунаги о поведении мужчин в отношении мужчин. Впоследствии Мацунага обратился к продюсеру с предложением привлечь его в качестве специалиста по организации интимных сцен. Его задача будет заключаться в наблюдении за съёмками сексуальных сцен и интимного поведения на площадке. Специалист по организации интимных сцен отличается от координатора интимности тем, что его роль ограничивается исключительно организацией движений и поз в интимной сцене.

### Подбор актёров

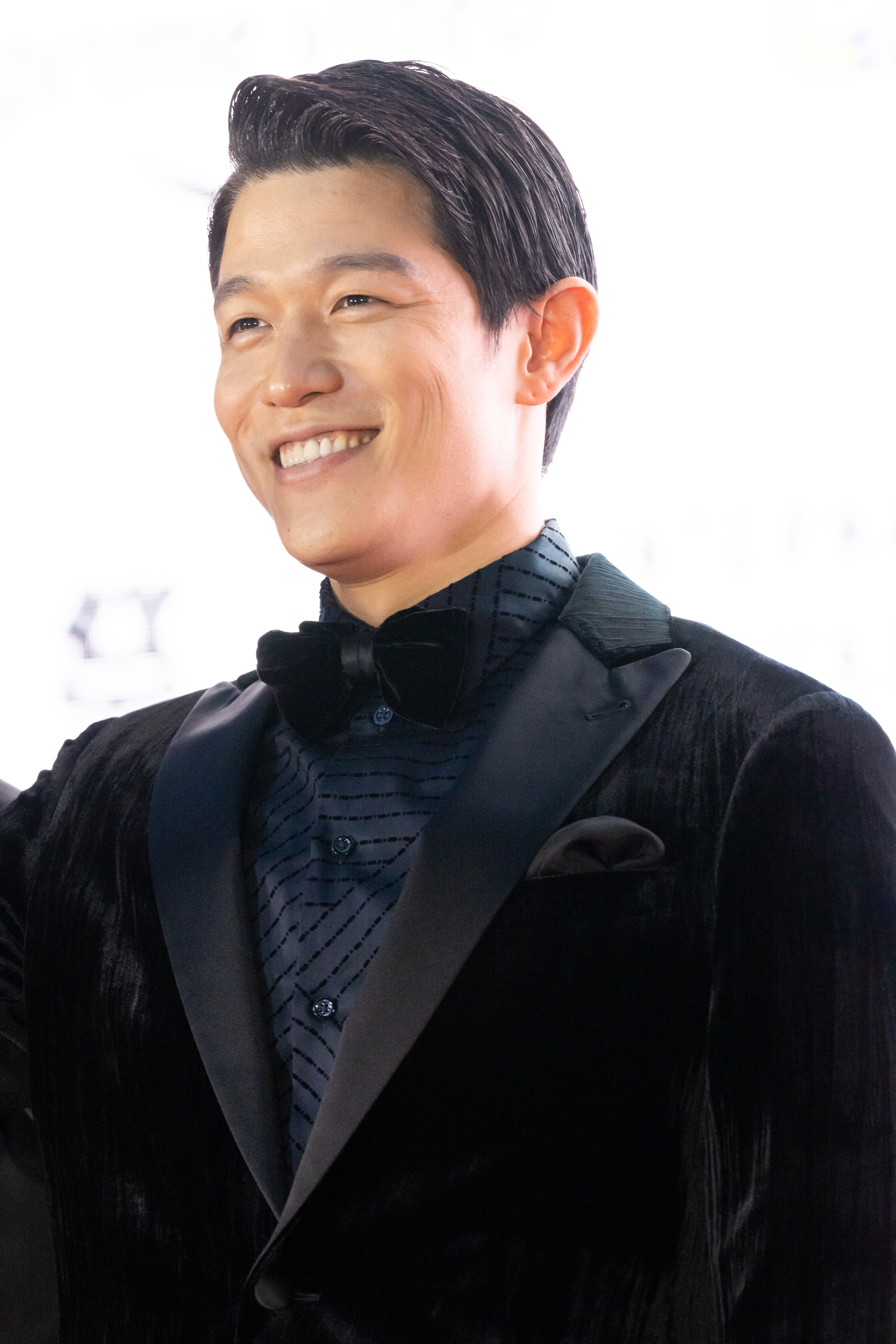
Рёхэй Судзуки, исполнитель роли Косукэ

Мацунага и Рёхэй Судзуки были друзьями ещё до начала актёрской карьеры. Однако Мацунага при выборе актёров придавал большое значение наличию у них необходимых качеств для конкретной роли. Акаси порекомендовала Судзуки на роль Косукэ. Мацунага сначала подумал, что строгий образ Судзуки не соответствует этой роли, но, вспомнив, что у Судзуки есть и мягкая сторона, он принял предложение. Мацунага стремился избежать значительных различий во внешности, таких как рост или внешность, между двумя главными актерами. Вместо этого он планировал использовать сцены для создания атмосферы и демонстрации различий в характерах и экономическом статусе персонажей. Таким образом, учитывая соответствие актёров и их персонажей, а также баланс между ними, Мацунага и продюсеры обсудили и решили, что хотя Судзуки и Миядзава обладают разными чертами характера, разница в росте между ними незначительна, и оба актёра обладают качествами, необходимыми для своих ролей. В связи с этим, Миядзаве было предложено принять участие в кастинге.
В 2019 году, на 32-м Международном кинофестивале в Токио, Дайси Мацунага предложил Рёхэю Судзуки идею для проекта. Изначально Судзуки думал, что фильм описывает эгоистичного плохого человека, но в итоге это оказалась история о поиске любви и самопожертвования, а также о спасении. Он также заинтересовался темой изображения однополых партнеров. Судзуки считает, что у него и Такаямой много общего. Например, в романе автор изображает себя с объективной точки зрения, что вызывает у Судзуки, как у актёра, эмоциональный отклик и кроме того, оба они окончили один и тот же факультет одного и того же университета. Однако, Судзуки опасался, что ошибочная репрезентация однополой любви может способствовать распространению предвзятых мнений и стереотипов, поэтому колебался, стоит ли принимать участие в проекте.
Участие в проекте Мияты Риэн, Сэйго и дрэг-квин Дуриана Лоллобриджида, которая сыграла подругу главного героя, снизило беспокойство Судзуки. Перед началом съёмок Мията познакомил Судзуки с многими своими друзьями-геями. Судзуки заблаговременно ознакомился с характеристиками персонажа Косукэ в контексте гей-сообщества, текущей социальной ситуации и основополагающей информации о ЛГБТК+ сообществе в целом. После получения подтверждения от Мияты, он согласился. По словам друзей Такаямы, Такаяма предпочитал «гей-язык». Судзуки в своей интерпретации стремится устранить стереотипные представления о поведении коллег, но также опасается потерять аутентичность.
После смерти Такаямы в 2020 году, Рёхэй Судзуки посетил его родителей, друзей и знакомых, чтобы лучше понять его характер. Также он изучил работу редактора журнала. Хотя произведение представляет собой автобиографический роман, некоторые элементы в нём вымышлены. Поэтому персонаж Косукэ не полностью идентичен реальной личности Такаямы. Кроме того, характеры Косукэ и Такаямы, а также восприятие Такаямы разными людьми, могут различаться. Поэтому Судзуки стремился не просто подражать Такаяме Макото, но и интегрировать свой собственный опыт, создавая уникальные черты персонажа. Он надеется, что зрители смогут найти отклик в его работе. Косукэ — человек, который стремится к тому, чтобы его любили. Однако Судзуки не стремится представить Косукэ исключительно в положительном свете, а пытается показать его безразличие и коварство, чтобы сделать его образ более глубоким и реалистичным.
Будучи гетеросексуалом, Судзуки полагает, что в Японии голос сексуальных меньшинств не так значим, как в Европе и США. Поэтому он надеется, что благодаря этому фильму в обществе станет больше обсуждений и идей, которые смогут способствовать развитию, а также увеличится количество фильмов, посвящённых квир-тематике, что откроет новые возможности для актёров из числа представителей сексуальных меньшинств.

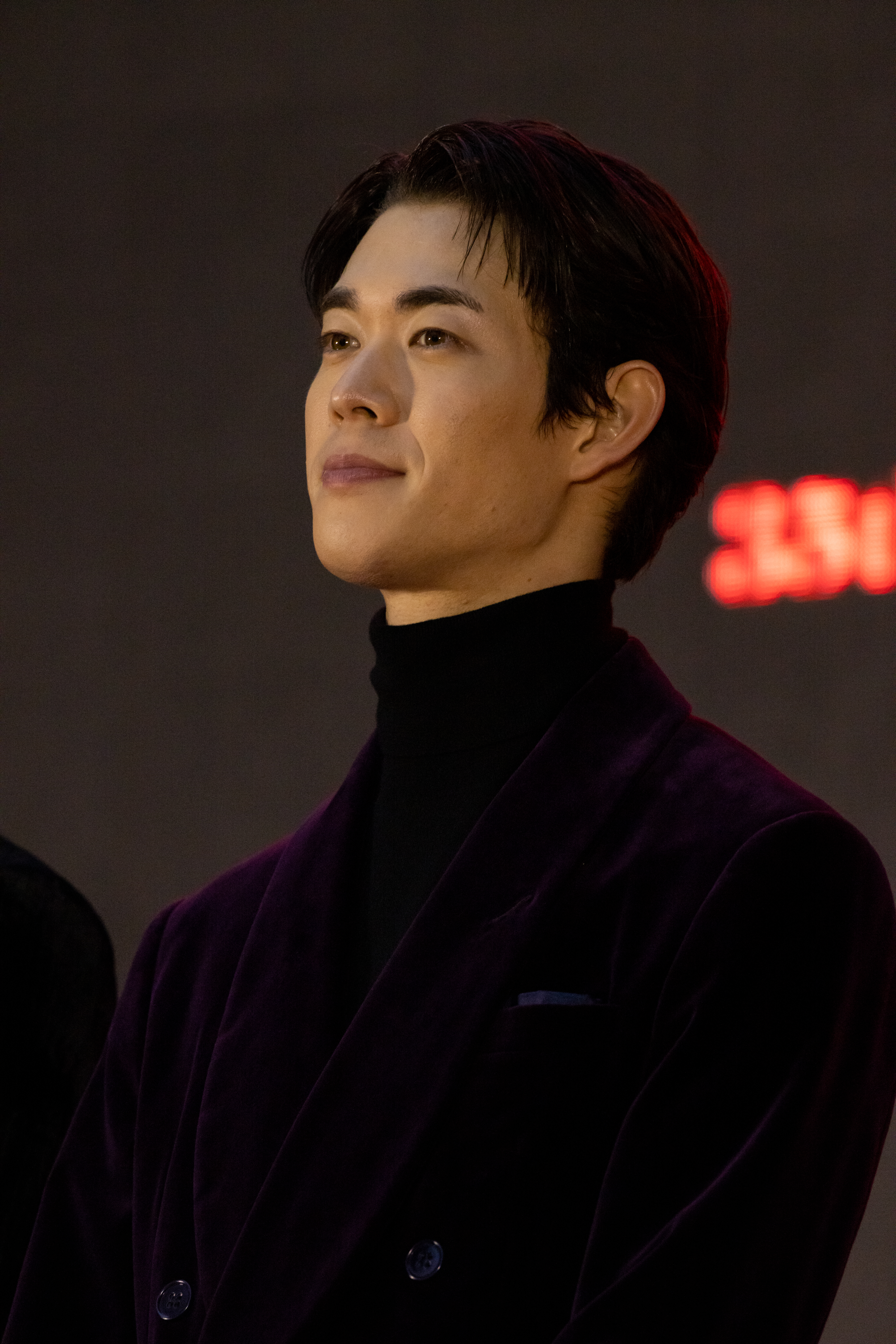
Хои Миядзава, исполнитель роли Рюты

Прочитав сценарий и оригинальную работу, Хио Миядзава подумал, что это прекрасная история, в которой рассказывается о том, что такое любовь и жизнь. Во время исполнения роли, он часто размышлял о том, что такое эгоизм, и признавал, что формы любви могут быть разнообразными. Он также понимал, что эгоизм не всегда является абсолютно неправильным. Рюта, которого воплощает на экране Миядзава, ведёт себя отчаянно, но всегда заботится о других. Его прямолинейность порой граничит с неловкостью. Он — самый искренний человек из всех, кого Миядзава встречал в своей жизни. Миядзава, будучи представителем смешанной расы, осознаёт, что Рюта чутко улавливает настроение окружающих. И чем больше он пытается разобраться в своих чувствах, тем больнее ему становится.
У Миядзавы был друг-гей с тех пор, как ему было 5 лет. На съемках «Его» он сыграл роль гея с помощью друга. Во время съёмок фильма Хио только общался со своими друзьями, как обычно, и передал эти эмоции и атмосферу в свою актёрскую игру. Миядзава считает, что причина, по которой Рюту привлек Косукэ, заключается в том, что у Косукэ есть то, чего желает Рюта, и эти два персонажа также узнают друг друга через ежедневное взаимодействие, и у каждого есть свои мысли и чувства, поэтому они с Судзуки не обсуждали игру, а давали реальную обратную связь в момент выступления. Судзуки считает, что Миядзава и Рюта очень похожи, и благодаря повседневным разговорам они накапливают эмоции, что естественным образом сближает их и позволяет установить расслабленные и доверительные отношения для совместных выступлений.
Поскольку Рюта назначен персональным тренером, Миядзава в течение полутора месяцев наблюдал за привычками, словами и поступками тренера, изучал формирование фигуры и преподавание, а также тренировался дважды в неделю по полтора часа каждый раз.
Самой сложной задачей для кастинга стало выбор актрисы на роль матери Рюты, Тэко. В итоге команда пригласила на эту роль Савако Агаву, известную как писатель-романист и эссеист. Из-за малого опыта в актёрской игре Савако испытывала некоторые опасения, но режиссёр предложил ей рекомендации, адаптированные под её способности. Несмотря на необходимость точного воспроизведения текста, режиссёр использовал подход, основанный на «чувствах матери», чтобы помочь Савако войти в образ персонажа. Режиссёр описал Тэко как «сильную женщину», поэтому Савако в своей игре избегала излишней слабости.

## Релиз и реакция
«Эгоист» был отобран для участия в 35-м Международном кинофестивале в Токио в 2022 году и впервые показан на мировой премьере 27 октября 2022 год. Фильм был выпущен в Японии 10 февраля 2023 года и в первую неделю проката занял 10-е место в национальном прокате Японии. Рёхэй Судзуки и Хио Миядзава были номинированы на 16-ю премию Азиатской кинопремии, и в конечном итоге Миядзава получил награду за лучшую мужскую роль второго плана. Фильм был выбран для участия в Международном кинофестивале в Гонконге, где состоялся его международный премьерный показ 2 апреля 2023 года. В Тайване фильм был представлен компанией Tenma Motion Pictures 20 апреля 2023 года на специальном показе и официально вышел в прокат 21 апреля.
Марк Шиллинг, автор статьи в Japan Times, оценил фильм на четыре звезды из пяти. Он отметил, что в фильмах о гомосексуальности часто присутствует поверхностный подтекст, который создаёт впечатление, что отношения между геями всегда сосредоточены на поверхностном сексуальном поведении. Однако в фильме «Эгоист» после того, как главный герой пережил переломный момент расставания, благодаря Дайси Мацунаге «трогательная и знакомая режиссёрская техника, а также оригинальное и прямое исполнение Судзуки Рёхэя для интерпретации боли Косукэ перевернули эротический сюжет первой части фильма». Шиллинг по-новому узнал Судзуки, который всегда играл мужественных персонажей, и вышел из своей зоны комфорта в этом фильме. Это сделало роль более глубокой и человечной.

## Награды и номинации
| Награда                               | Год  | Категория                         | Номинант                    | Результат | Ист.                 |
| ------------------------------------- | ---- | --------------------------------- | --------------------------- | --------- | -------------------- |
| Международный кинофестиваль в Токио   | 2022 | Соревновательная программа        | Эгоист                      | Номинация | [ 29 ]               |
| Азиатская кинопремия                  | 2023 | Лучшая мужская роль               | Рёхэй Судзуки               | Номинация | [ 35 ] [ 36 ] [ 37 ] |
| Азиатская кинопремия                  | 2023 | Лучшая мужская роль второго плана | Хио Миядзава                | Победа    | [ 35 ] [ 36 ] [ 37 ] |
| Азиатская кинопремия                  | 2023 | Лучшие костюмы                    | Нами Синодзука              | Номинация | [ 35 ] [ 36 ] [ 37 ] |
| Дальневосточный кинофестиваль         | 2023 | Лучший сценарий                   | Дайси Мацунага; Кёко Инукай | Номинация | [ 38 ] [ 39 ]        |
| Фестиваль азиатского кино в Нью-Йорке | 2023 | Восходящая звезда                 | Рёхэй Судзуки               | Победа    | [ 40 ] [ 41 ]        |
| Кинопремия «Хоти»                     | 2023 | Лучший фильм                      | Эгоист                      | Номинация | [ 42 ]               |
| Кинопремия «Хоти»                     | 2023 | Лучший режиссёр                   | Дайси Мацунага              | Номинация | [ 42 ]               |
| Кинопремия «Хоти»                     | 2023 | Лучшая мужская роль               | Рёхэй Судзуки               | Номинация | [ 42 ]               |
| Кинопремия «Хоти»                     | 2023 | Лучшая мужская роль второго плана | Хио Миядзава                | Номинация | [ 42 ]               |
| Nikkan Sports Film Awards             | 2023 | Лучший режиссёр                   | Дайси Мацунага              | Номинация | [ 43 ] [ 44 ] [ 45 ] |
| Nikkan Sports Film Awards             | 2023 | Лучшая мужская роль               | Рёхэй Судзуки               | Победа    | [ 43 ] [ 44 ] [ 45 ] |
| Nikkan Sports Film Awards             | 2023 | Лучшая мужская роль второго плана | Хио Миядзава                | Номинация | [ 43 ] [ 44 ] [ 45 ] |
| Nikkan Sports Film Awards             | 2023 | Лучшая женская роль второго плана | Савако Агава                | Номинация | [ 43 ] [ 44 ] [ 45 ] |
| Nikkan Sports Film Awards             | 2023 | Премия новичка Исихары Юдзиро     | Хио Миядзава                | Победа    | [ 43 ] [ 44 ] [ 45 ] |
| Кинофестиваль в Иокогаме              | 2024 | Лучшая мужская роль               | Рёхэй Судзуки               | Победа    | [ 46 ]               |
| Кинопремия «Голубая лента»            | 2024 | Лучший фильм                      | Эгоист                      | Номинация | [ 47 ]               |
| Кинопремия «Голубая лента»            | 2024 | Лучший режиссёр                   | Дайси Мацунага              | Номинация | [ 47 ]               |
| Кинопремия «Голубая лента»            | 2024 | Лучшая мужская роль               | Рёхэй Судзуки               | Номинация | [ 47 ]               |
| Кинопремия «Голубая лента»            | 2024 | Лучшая мужская роль второго плана | Хио Миядзава                | Номинация | [ 47 ]               |
| Кинопремия «Голубая лента»            | 2024 | Лучшая женская роль второго плана | Савако Агава                | Номинация | [ 47 ]               |
| Кинопремия «Майнити»                  | 2024 | Лучшая мужская роль               | Рёхэй Судзуки               | Победа    | [ 48 ] [ 49 ]        |
| Кинопремия «Майнити»                  | 2024 | Лучшая мужская роль второго плана | Хио Миядзава                | Победа    | [ 48 ] [ 49 ]        |
| Премия Японской киноакадемии          | 2024 | Лучшая мужская роль               | Рёхэй Судзуки               | Победа    | [ 50 ]               |